# José Antonio Franco
José Antonio Franco Arévalos (n. Mariano Roque Alonso, Paraguay, 10 de mayo de 1979) es un futbolista paraguayo. Juega de delantero y actualmente milita en el Sport Colombia de la División Intermedia de Paraguay. Pese a ser paraguayo, tuvo el privilegio de jugar aparte de su país, en países como Chile (donde tuvo un buen paso), Perú y Colombia (países en donde tuvo un fugaz paso).

## Clubes
| Club                  | País     | Año             |
| --------------------- | -------- | --------------- |
| Sol de América        | Paraguay | 1997 - 2003     |
| Santiago Wanderers    | Chile    | 2004            |
| 12 de Octubre         | Paraguay | 2004            |
| Rangers               | Chile    | 2005            |
| Guaraní               | Paraguay | 2005            |
| Olimpia               | Paraguay | 2006            |
| Sol de América        | Paraguay | 2006 - 2007     |
| Atlético 3 de Febrero | Paraguay | 2008            |
| Atlético Bucaramanga  | Colombia | 2008            |
| Alianza Atlético      | Perú     | 2009            |
| Sol de América        | Paraguay | 2009            |
| General Caballero     | Paraguay | 2010 - 2011     |
| Sport Colombia        | Paraguay | 2012 - Presente |